# Scrum (rugby)

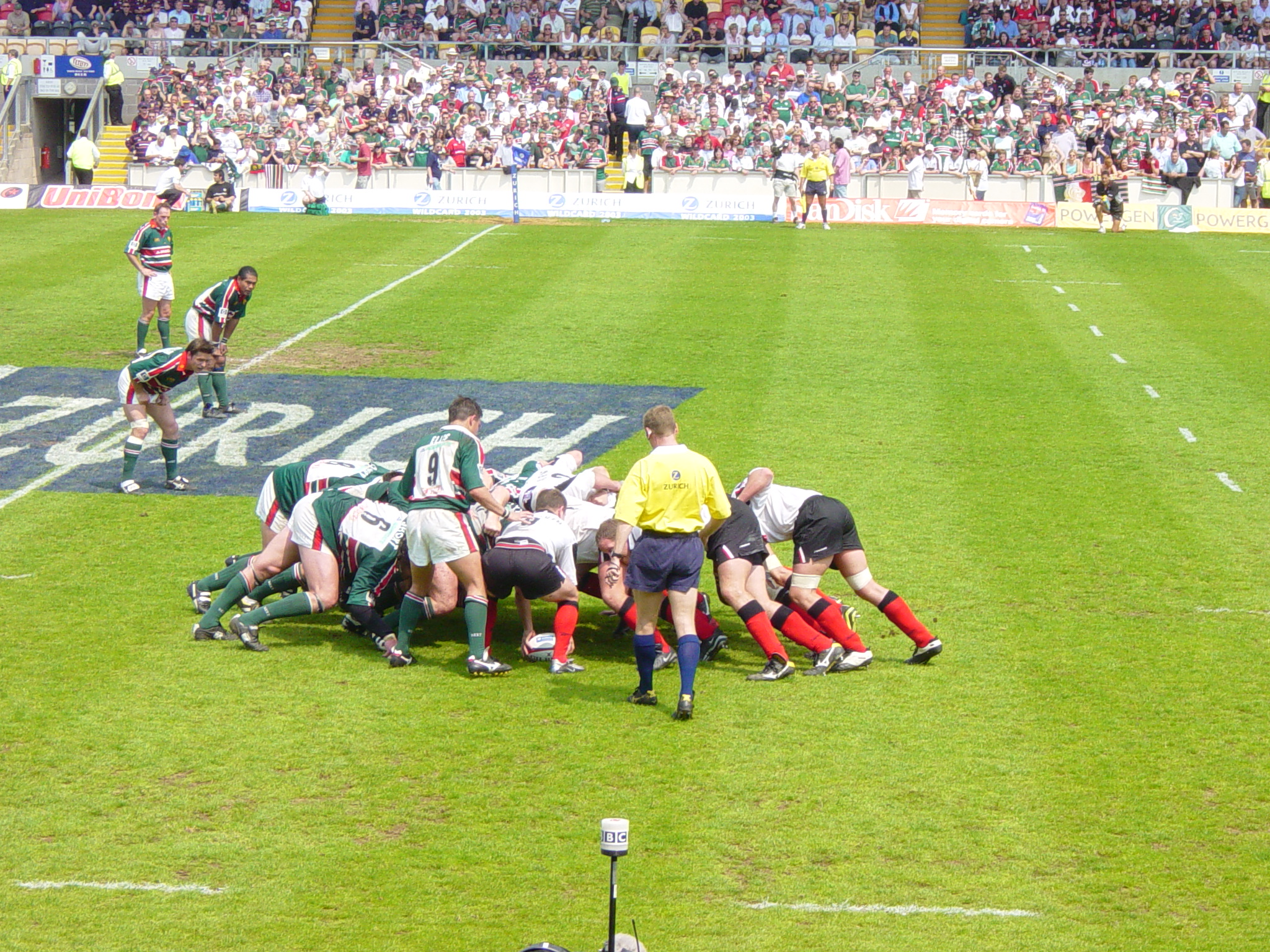
Een scrum in Rugby Union

Een scrum of scrummage is een term uit de rugbysport. Een scrum is een manier van spelhervatting na een kleine, technische overtreding. Meestal bij een voorwaartse pass (of knock-on, knock forward), maar er zijn meer voorbeelden. Bij een scrum gaan 2 groepen spelers in een voorover gebogen houding tegen elkaar induwen. De hoofden houden daarbij links, volgens goed gebruik uit het land van herkomst. Het team tegen wie de overtreding is begaan, mag de bal in de scrum inbrengen. 
Een scrum komt vaak voor in Rugby Union; in Rugby League speelt het een minder belangrijke rol.

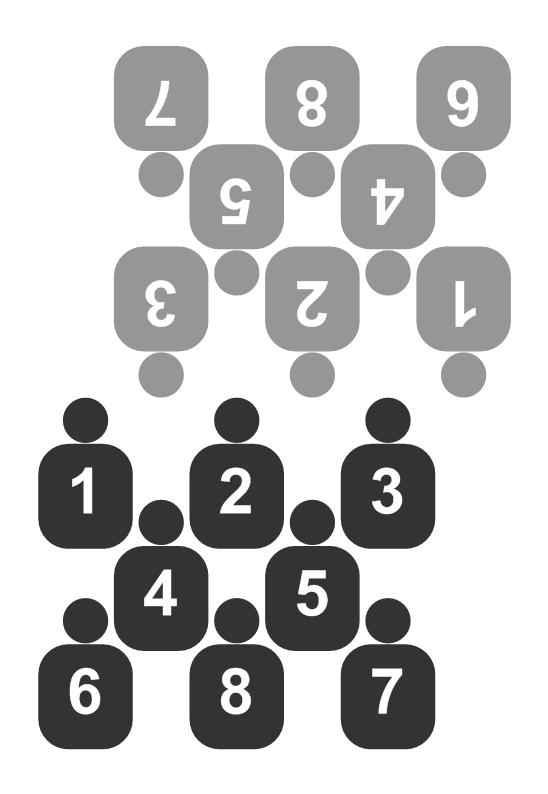
Opstelling bij een scrum

Moderne posities in een rugby union scrum

## Union
De groep spelers die aan de scrum meedoen heten de voorwaartsen. Deze acht spelers vormen een compacte groep van 8 spelers. In de eerste rij (front row) staan 3 spelers (van links): loosehead prop, hooker en tighthead prop. De tighthead prop wordt zo genoemd omdat deze met het hoofd tussen de twee hoofden van de tegenstander komt. De loosehead prop hoeft slechts één hoofd naast zich te dulden en kan zo makkelijker wegbreken uit de scrum. De props zorgen voor stabiliteit en vangen de klap op bij het ingaan van de scrum. De hooker heeft als taak de ingeworpen bal te veroveren en met de voet naar achteren te spelen. De inwerpende speler, de vaak kleine atletische scrumhalf, gooit de bal altijd vanaf de linker kant in, want dan komt het been van zijn hooker het eerst in beeld. 
De eersterijers zijn over het algemeen de zwaarste spelers van het team. Ze hebben vaak een klein en gezet postuur. 
In de tweede rij staan de "tweederijers" of locks. Ze binden elk met de schouders op de prop voor hen. Door met één arm tussen de benen van de prop het shirt of broekje van de prop vast te houden en met de andere arm de teamgenoot tweederijer ontstaat een stabiele scrum.  De tweederijers zijn vaak lange stevige spelers. Door deze lengte zijn het vaak ook de springers in de line-outs.
De derde rij wordt gevormd door de nummer 8 (in het midden) en 2 flankers. De nummer 8 duwt met zijn schouders tegen de beide tweederijers aan en zorgt hierdoor dat de tweederijers stabiel blijven staan. De flankers duwen elk aan een zijde met de schouder tegen de prop zodat de prop niet naar buiten wordt geduwd door de tegenstander. Daarnaast binden ze met een arm op de tweederijer. 
In het moderne rugby helpen de flankers vaak de locks met het stabiliseren van de scrum. De opstelling wordt dan meer die van het onderste plaatje. 
Zolang de bal in de scrum ligt moeten alle spelers gebonden blijven. Voortijdig uitstappen mag niet, ook niet als de scrum draait. 
De derderijers zijn de mobielste spelers van de voorwaartsen. Ze zijn snel en tegelijkertijd goede verdedigers waardoor ze over het hele veld te vinden zijn. 
Er is een strikt protocol volgens welke een scrum plaatsvindt. Op het commando "crouch" van de scheidsrechter gaan de tegenstanders in de voorovergebogen houding tegenover elkaar staan. Op het commando "bind" raken de props elkaars buitenste schouder aan (om te kijken of ze op de goede afstand staan).  Na het commando "set" mogen de beide groepen spelers vervolgens inkomen. 
De commando's "touch" en "pause" die op 1 januari 2007 ingevoerd werden door de IRB zijn gewijzigd. Het commando pause is vervallen en het commando "engage" is vervangen door het commando "set".
De spelers binden zich aan de tegenpartij, zodat de hoofden van de spelers op de voorste rij tussen die van de tegenstander komen te zitten. De scrumhalf van het team dat geen overtreding maakte, gooit de bal in de tunnel tussen de twee teams. Beide teams zullen dan proberen de bal te veroveren door de tegenstander terug te duwen. Bovendien mogen ze de bal met de voet bewegen, maar nooit met de handen. Liefst beweegt het team in balbezit de bal naar achteren. Aan de achterkant van de scrum kan de bal worden opgepakt door de scrumhalf of de nummer 8 en zo wordt het spel hervat.

## Verschil Union en League
Het grote verschil tussen de twee sporten is dat in Rugby Union beide teams elkaar proberen naar achteren te duwen om zo de bal te veroveren. Hierdoor kan het team dat de overtreding maakte de bal alsnog veroveren. In Rugby League daarentegen wordt er niet geduwd door de voorwaartsen zodat het team dat de bal in de scrum gooit zo goed als altijd de bal behoudt. Bovendien zijn er in League minder mensen bij de scrum betrokken, namelijk zes per team.